# ГЕС Mùxīngtǔ
ГЕС Mùxīngtǔ (木星土水电站) — гідроелектростанція на півдні Китаю у провінції Юньнань. Знаходячись після ГЕС Jīnhànlāzhā, становить нижній ступінь каскаду на річці Ніру, яка приєднується праворуч до Shuiluo лише за пару кілометрів від впадіння останньої ліворуч до Цзиньша (верхня течія Янцзи).
У межах проекту річку перекрили бетонною гравітаційною греблею висотою 19 метрів та довжиною 115 метрів, яка утримує невелике водосховище з об'ємом 469 тис. м3.
Зі сховища під правобережним гірським масивом прокладений дериваційний тунель довжиною біля 10 км, який виводить до наземного машинного залу. Останній розташований на лівому березі Цзиньша за 12 км вище від устя Shuiluo (при цьому відстань від греблі до зазначеного устя по руслах Ніру і Shuiluo становить майже два десятки кілометрів). Основне обладнання станції складається із двох турбін типу Френсіс потужністю по 60 МВт.
Видача продукції відбувається по ЛЕП, розрахованій на роботу під напругою 220 кВ.